# Mossgräsberget
Mossgräsberget är ett naturreservat i Falu kommun i Dalarnas län.
Området är naturskyddat sedan 1999 och är 158 hektar stort. Reservatet består av en stor lövbränna, det vill säga lövskog som kommit upp efter skogsbrand.